# Диспропорціонування
Диспропорціонува́ння, дисмута́ція (рос. диспропорционирование, [дисмутация] , англ. disproportionation, [dismutation]) — клас окисно-відновних хімічних реакцій, в яких атоми одного і того ж елемента, що входять до однієї і тієї ж сполуки, виступають як окисником, так і відновником.
Процес одночасного перебігу окиснення та відновлення (реакції самоокиснення-самовідновлення), що протікає оборотно чи необоротно між однаковими або близькими молекулами, в результаті чого в утворених речовинах однойменні атоми, відповідальні за процес, виявляються в різному ступені окиснення (реакції Тищенка, Канніццаро та ін.).
Отже, в такій реакції речовина, що бере в ній участь, дає дві різні форми: одну більш окиснену, а другу більш відновлену, ніж вихідна.
3Au+ → Au3++ 2Au0
2C6H5CHO → C6H5COOH + C6H5CH2OH
3Cl2 + 6KOH → 5KCl + KClO3 + 3H2O;
Наприклад, в останній реакції ступінь окиснення хлору у вихідній простій речовині (Cl2) становить 0, а в продуктах реакції: -1 в хлорид-аніоні Cl- (тобто він відновився) і +5 в хлорат-аніоні ClO3- (тобто він окиснився).
Радикали також можуть зазнавати диспропорціонування: в результаті реакції утворюються дві молекули, одна з яких насичена, інша ненасичена:
2CH3-CH2• → CH3-CH3+ CH2=CH2